# 尧山镇 (蒲城县)
尧山镇，是中华人民共和国陕西省渭南市蒲城县下辖的一个乡镇级行政单位。
2015年，陕西省民政厅批复同意撤销上王镇、翔村镇，合并设立尧山镇。

## 行政区划
尧山镇下辖以下地区：
上王村、浮阳村、兴胜村、太睦村、荣光村、页坡村、南王村、许家坡村、西山怀村、雷鸣村、张王村、西苇村、东苇村、分水岭村、红土坡村、翔村、坡头村、六合村、池阳村、延兴村、闫家村、贝阳村、西山村、光陵村、西坡村、山阳村、陶池村、太山村、草地村、八福村和马家村。